# Puchar Świata w narciarstwie dowolnym 1992/1993
Puchar Świata w narciarstwie dowolnym 1992/1993 rozpoczął się 10 grudnia 1992 we francuskim Tignes, a zakończył 28 marca 1993 w norweskim Lillehammer. Była to 14 edycja Pucharu Świata w narciarstwie dowolnym. Puchar Świata rozegrany został w 7 krajach i 13 miastach na 2 kontynentach. Najwięcej zawodów odbyło się we Francji, 15 dla mężczyzn i 14 kobiet. 
Obrońcą Pucharu Świata wśród mężczyzn był Amerykanin Trace Worthington, a wśród kobiet Szwajcarka Conny Kissling. W tym sezonie triumfowali: ponownie Worthington wśród mężczyzn oraz Kanadyjka Katherina Kubenk wśród kobiet.

## Konkurencje
- AE = skoki akrobatyczne
- MO = jazda po muldach
- BA = balet narciarski
- KB = kombinacja

## Mężczyźni

### Kalendarz i wyniki
| Lp                                                              | Data             | Miejsce      | Konkurencja | Zwycięzca          | 2. miejsce           | 3. miejsce         |
| 1.                                                              | 10 grudnia 1992  | Tignes       | BA          | Rune Kristiansen   | Richard Pierce       | Roberto Franco     |
| 2.                                                              | 10 grudnia 1992  | Tignes       | BA          | Rune Kristiansen   | Richard Pierce       | Roberto Franco     |
| 3.                                                              | 11 grudnia 1992  | Tignes       | AE          | Sébastien Foucras  | Lloyd Langlois       | Kris Feddersen     |
| 4.                                                              | 12 grudnia 1992  | Tignes       | MO          | Edgar Grospiron    | Jean-Luc Brassard    | John Smart         |
| 5.                                                              | 12 grudnia 1992  | Tignes       | MO          | John Smart         | Leif Persson         | Edgar Grospiron    |
| 6.                                                              | 12 grudnia 1992  | Tignes       | KB          | Siergiej Szuplecow | Hugo Bonatti         | Darcy Downs        |
| 7.                                                              | 17 grudnia 1992  | Piancavallo  | BA          | Rune Kristiansen   | Heini Baumgartner    | Fabrice Becker     |
| 8.                                                              | 17 grudnia 1992  | Piancavallo  | BA          | Rune Kristiansen   | Armin Weiss          | Heini Baumgartner  |
| 9.                                                              | 18 grudnia 1992  | Piancavallo  | AE          | Sébastien Foucras  | Lloyd Langlois       | Philippe LaRoche   |
| 10.                                                             | 19 grudnia 1992  | Piancavallo  | MO          | Jean-Luc Brassard  | Edgar Grospiron      | Bruno Bertrand     |
| 11.                                                             | 19 grudnia 1992  | Piancavallo  | KB          | Siergiej Szuplecow | Trace Worthington    | Hugo Bonatti       |
| 12.                                                             | 8 stycznia 1993  | Blackcomb    | BA          | Fabrice Becker     | Rune Kristiansen     | Roberto Franco     |
| 13.                                                             | 8 stycznia 1993  | Blackcomb    | BA          | Rune Kristiansen   | Fabrice Becker       | Roberto Franco     |
| 14.                                                             | 9 stycznia 1993  | Blackcomb    | MO          | Edgar Grospiron    | Jean-Luc Brassard    | Dominick Gauthier  |
| 15.                                                             | 10 stycznia 1993 | Blackcomb    | AE          | Andy Capicik       | Sébastien Foucras    | Trace Worthington  |
| 16.                                                             | 10 stycznia 1993 | Blackcomb    | KB          | Trace Worthington  | Darcy Downs          |                    |
| 17.                                                             | 15 stycznia 1993 | Breckenridge | BA          | Rune Kristiansen   | Fabrice Becker       | Heini Baumgartner  |
| 18.                                                             | 16 stycznia 1993 | Breckenridge | MO          | Jim Moran          | Edgar Grospiron      | Hans Engelsen Eide |
| 19.                                                             | 17 stycznia 1993 | Breckenridge | AE          | Jean-Marc Bacquin  | Trace Worthington    | Lloyd Langlois     |
| 20.                                                             | 17 stycznia 1993 | Breckenridge | KB          | Trace Worthington  | Darcy Downs          |                    |
| 21.                                                             | 21 stycznia 1993 | Lake Placid  | BA          | Fabrice Becker     | Rune Kristiansen     | Ian Edmondson      |
| 22.                                                             | 22 stycznia 1993 | Lake Placid  | MO          | Jean-Luc Brassard  | Olivier Cotte        | John Smart         |
| 23.                                                             | 23 stycznia 1993 | Lake Placid  | AE          | Lloyd Langlois     | Sébastien Foucras    | Kris Feddersen     |
| 24.                                                             | 23 stycznia 1993 | Lake Placid  | KB          | Trace Worthington  | Siergiej Szuplecow   | Darcy Downs        |
| 25.                                                             | 29 stycznia 1993 | Le Relais    | BA          | Rune Kristiansen   | Fabrice Becker       | Heini Baumgartner  |
| 26.                                                             | 30 stycznia 1993 | Le Relais    | MO          | Jean-Luc Brassard  | Jörgen Pääjärvi      | Stéphane Rochon    |
| 27.                                                             | 31 stycznia 1993 | Le Relais    | AE          | Philippe LaRoche   | Trace Worthington    | Lloyd Langlois     |
| 28.                                                             | 31 stycznia 1993 | Le Relais    | KB          | Trace Worthington  | Siergiej Szuplecow   | Hugo Bonatti       |
| 29.                                                             | 11 lutego 1993   | La Clusaz    | MO          | Olivier Cotte      | Jean-Luc Brassard    | Fabrice Ougier     |
| 30.                                                             | 20 lutego 1993   | Hasliberg    | MO          | Jean-Luc Brassard  | Olivier Cotte        | John Smart         |
| 31.                                                             | 23 lutego 1993   | La Plagne    | BA          | Rune Kristiansen   | Fabrice Becker       | Roberto Franco     |
| 32.                                                             | 23 lutego 1993   | La Plagne    | BA          | Rune Kristiansen   | Fabrice Becker       | Heini Baumgartner  |
| 33.                                                             | 24 lutego 1993   | La Plagne    | BA          | Fabrice Becker     | Rune Kristiansen     | Roberto Franco     |
| 34.                                                             | 24 lutego 1993   | La Plagne    | BA          | Rune Kristiansen   | Fabrice Becker       | Roberto Franco     |
| 35.                                                             | 25 lutego 1993   | La Plagne    | MO          | Fabien Bertrand    | John Smart           | Olivier Cotte      |
| 36.                                                             | 25 lutego 1993   | La Plagne    | AE          | Andy Capicik       | Jean-Damien Climonet | Mats Johansson     |
| 37.                                                             | 26 lutego 1993   | La Plagne    | KB          | Darcy Downs        | Trace Worthington    | Hugo Bonatti       |
| 38.                                                             | 27 lutego 1993   | La Plagne    | AE          | Alexis Blanc       | Jean-Damien Climonet | Trace Worthington  |
| 39.                                                             | 27 lutego 1993   | La Plagne    | KB          | Trace Worthington  | Hugo Bonatti         | Darcy Downs        |
| 4. Mistrzostwa Świata w Narciarstwie Dowolnym 1993 – Altenmarkt |                  |              |             |                    |                      |                    |
| 40.                                                             | 17 marca 1993    | Livigno      | MO          | Jean-Luc Brassard  | Edgar Grospiron      | Jim Moran          |
| 41.                                                             | 19 marca 1993    | Oberjoch     | BA          | Fabrice Becker     | Rune Kristiansen     | Heini Baumgartner  |
| 42.                                                             | 19 marca 1993    | Oberjoch     | BA          | Rune Kristiansen   | Heini Baumgartner    | Roberto Franco     |
| 43.                                                             | 20 marca 1993    | Oberjoch     | MO          | Thony Hemery       | Jörgen Pääjärvi      | Rick Emerson       |
| 44.                                                             | 26 marca 1993    | Lillehammer  | BA          | Rune Kristiansen   | Fabrice Becker       | Heini Baumgartner  |
| 45.                                                             | 26 marca 1993    | Lillehammer  | BA          | Fabrice Becker     | Rune Kristiansen     | Heini Baumgartner  |
| 46.                                                             | 27 marca 1993    | Lillehammer  | MO          | Thony Hemery       | Jean-Luc Brassard    | John Smart         |
| 47.                                                             | 27 marca 1993    | Lillehammer  | MO          | Jean-Luc Brassard  | John Smart           | Ryūji Iwabuchi     |
| 48.                                                             | 28 marca 1993    | Lillehammer  | AE          | Trace Worthington  | Lloyd Langlois       | Tor Skeie          |
| 49.                                                             | 28 marca 1993    | Lillehammer  | KB          | Trace Worthington  | Darcy Downs          | Siergiej Szuplecow |

### Klasyfikacje
| Lp. | Zawodnik          | Punkty |
| --- | ----------------- | ------ |
| 1.  | Trace Worthington | 139    |
| 2.  | Rune Kristiansen  | 100    |
| 3.  | Jean-Luc Brassard | 98     |
| 4.  | Fabrice Becker    | 97     |
| 5.  | Lloyd Langlois    | 95     |
| 6.  | Sébastien Foucras | 93     |
| 7.  | Heini Baumgartner | 92     |
| 8.  | John Smart        | 90     |
| 9.  | Roberto Franco    | 89     |
| 10. | Kris Feddersen    | 87     |

| Lp. | Zawodnik             | Punkty |
| --- | -------------------- | ------ |
| 1.  | Lloyd Langlois       | 572    |
| 2.  | Trace Worthington    | 564    |
| 3.  | Sébastien Foucras    | 560    |
| 4.  | Kris Feddersen       | 520    |
| 5.  | Jean-Marc Bacquin    | 512    |
| 6.  | Philippe LaRoche     | 504    |
| 7.  | Alexis Blanc         | 476    |
| 8.  | Nicolas Fontaine     | 460    |
| 9.  | Andy Capicik         | 444    |
| 10. | Jean-Damien Climonet | 436    |

| Lp. | Zawodnik          | Punkty |
| --- | ----------------- | ------ |
| 1.  | Jean-Luc Brassard | 880    |
| 2.  | John Smart        | 812    |
| 3.  | Olivier Cotte     | 716    |
| 4.  | Bruno Bertrand    | 680    |
| 5.  | Jörgen Pääjärvi   | 640    |
| 6.  | Thony Hemery      | 608    |
| 7.  | Rick Emerson      | 572    |
| 8.  | Edgar Grospiron   | 564    |
| 9.  | Fabien Bertrand   | 552    |
| 10. | Jim Moran         | 508    |

| Lp. | Zawodnik          | Punkty |
| --- | ----------------- | ------ |
| 1.  | Rune Kristiansen  | 700    |
| 2.  | Fabrice Becker    | 680    |
| 3.  | Heini Baumgartner | 644    |
| 4.  | Roberto Franco    | 620    |
| 5.  | Armin Weiss       | 568    |
| 6.  | Thomas Heyerdal   | 560    |
| 7.  | Ian Edmondson     | 560    |
| 7.  | Konrad Hilpert    | 492    |
| 9.  | Simen Andresen    | 472    |
| 10. | Todd Allison      | 416    |

| Lp. | Zawodnik           | Punkty |
| --- | ------------------ | ------ |
| 1.  | Trace Worthington  | 600    |
| 2.  | Darcy Downs        | 572    |
| 3.  | Hugo Bonatti       | 556    |
| 4.  | Siergiej Szuplecow | 484    |
| 5.  | Sergey Brener      | 84     |

## Kobiety

### Kalendarz i wyniki
| Lp                                                              | Data             | Miejsce      | Konkurencja | Zwyciężczyni         | 2. miejsce           | 3. miejsce          |
| 1.                                                              | 10 grudnia 1992  | Tignes       | BA          | Ellen Breen          | Cathy Fechoz         | Sharon Petzold      |
| 2.                                                              | 10 grudnia 1992  | Tignes       | BA          | Ellen Breen          | Annika Johansson     | Sharon Petzold      |
| 3.                                                              | 11 grudnia 1992  | Tignes       | AE          | Natalja Oriechowa    | Kristean Porter      | Lina Cheryazova     |
| 4.                                                              | 12 grudnia 1992  | Tignes       | MO          | Liz McIntyre         | Sandrine Vaucher     | Candice Gilg        |
| 5.                                                              | 12 grudnia 1992  | Tignes       | KB          | Maja Schmid          | Kristean Porter      | Natalja Oriechowa   |
| 6.                                                              | 17 grudnia 1992  | Piancavallo  | BA          | Jelena Batałowa      | Ellen Breen          | Julia Snell         |
| 7.                                                              | 17 grudnia 1992  | Piancavallo  | BA          | Ellen Breen          | Jelena Batałowa      | Sharon Petzold      |
| 8.                                                              | 18 grudnia 1992  | Piancavallo  | AE          | Lina Cheryazova      | Stacey Blumer        | Natalja Oriechowa   |
| 9.                                                              | 19 grudnia 1992  | Piancavallo  | MO          | Tatjana Mittermayer  | Raphaëlle Monod      | Silvia Marciandi    |
| 10.                                                             | 19 grudnia 1992  | Piancavallo  | KB          | Natalja Oriechowa    | Trace Worthington    | Maja Schmid         |
| 11.                                                             | 8 stycznia 1993  | Blackcomb    | BA          | Ellen Breen          | Cathy Fechoz         | Julia Snell         |
| 12.                                                             | 8 stycznia 1993  | Blackcomb    | BA          | Cathy Fechoz         | Ellen Breen          | Sharon Petzold      |
| 13.                                                             | 9 stycznia 1993  | Blackcomb    | MO          | Raphaëlle Monod      | Tatjana Mittermayer  | Candice Gilg        |
| 14.                                                             | 10 stycznia 1993 | Blackcomb    | AE          | Kristean Porter      | Hilde Synnøve Lid    | Caroline Olivier    |
| 15.                                                             | 10 stycznia 1993 | Blackcomb    | KB          | Kristean Porter      | Katherina Kubenk     | Maja Schmid         |
| 16.                                                             | 15 stycznia 1993 | Breckenridge | BA          | Ellen Breen          | Cathy Fechoz         | Kristean Porter     |
| 17.                                                             | 16 stycznia 1993 | Breckenridge | MO          | Stine Lise Hattestad | Silvia Marciandi     | Tatjana Mittermayer |
| 18.                                                             | 17 stycznia 1993 | Breckenridge | AE          | Lina Cheryazova      | Marie Lindgren       | Caroline Olivier    |
| 19.                                                             | 17 stycznia 1993 | Breckenridge | KB          | Katherina Kubenk     | Kristean Porter      | Maja Schmid         |
| 20.                                                             | 21 stycznia 1993 | Lake Placid  | BA          | Sharon Petzold       | Julia Snell          | Ellen Breen         |
| 21.                                                             | 22 stycznia 1993 | Lake Placid  | MO          | Stine Lise Hattestad | Liz McIntyre         | Candice Gilg        |
| 22.                                                             | 23 stycznia 1993 | Lake Placid  | AE          | Lina Cheryazova      | Marie Lindgren       | Hilde Synnøve Lid   |
| 23.                                                             | 23 stycznia 1993 | Lake Placid  | KB          | Maja Schmid          | Katherina Kubenk     | Natalja Oriechowa   |
| 24.                                                             | 29 stycznia 1993 | Le Relais    | BA          | Ellen Breen          | Sharon Petzold       | Cathy Fechoz        |
| 25.                                                             | 30 stycznia 1993 | Le Relais    | MO          | Stine Lise Hattestad | Raphaëlle Monod      | Liz McIntyre        |
| 26.                                                             | 31 stycznia 1993 | Le Relais    | AE          | Lina Cheryazova      | Colette Brand        | Sue Michalski-Cagen |
| 27.                                                             | 31 stycznia 1993 | Le Relais    | KB          | Katherina Kubenk     | Natalja Oriechowa    | Maja Schmid         |
| 28.                                                             | 11 lutego 1993   | La Clusaz    | MO          | Raphaëlle Monod      | Stine Lise Hattestad | Liz McIntyre        |
| 29.                                                             | 29 lutego 1993   | Gstaad       | BA          | Sharon Petzold       | Ellen Breen          | Annika Johansson    |
| 30.                                                             | 20 lutego 1993   | Hasliberg    | MO          | Raphaëlle Monod      | Stine Lise Hattestad | Silvia Marciandi    |
| 31.                                                             | 23 lutego 1993   | La Plagne    | BA          | Ellen Breen          | Annika Johansson     | Julia Snell         |
| 32.                                                             | 23 lutego 1993   | La Plagne    | BA          | Ellen Breen          | Julia Snell          | Annika Johansson    |
| 33.                                                             | 24 lutego 1993   | La Plagne    | BA          | Ellen Breen          | Annika Johansson     | Julia Snell         |
| 34.                                                             | 24 lutego 1993   | La Plagne    | BA          | Ellen Breen          | Annika Johansson     | Julia Snell         |
| 35.                                                             | 25 lutego 1993   | La Plagne    | MO          | Raphaëlle Monod      | Stine Lise Hattestad | Tatjana Mittermayer |
| 36.                                                             | 25 lutego 1993   | La Plagne    | AE          | Lina Cheryazova      | Colette Brand        | Nikki Stone         |
| 37.                                                             | 26 lutego 1993   | La Plagne    | KB          | Maja Schmid          | Katherina Kubenk     | Jilly Curry         |
| 38.                                                             | 27 lutego 1993   | La Plagne    | AE          | Colette Brand        | Lina Cheryazova      | Nikki Stone         |
| 39.                                                             | 27 lutego 1993   | La Plagne    | KB          | Katherina Kubenk     | Jilly Curry          | Maja Schmid         |
| 4. Mistrzostwa Świata w Narciarstwie Dowolnym 1993 – Altenmarkt |                  |              |             |                      |                      |                     |
| 40.                                                             | 17 marca 1993    | Livigno      | MO          | Stine Lise Hattestad | Silvia Marciandi     | Candice Gilg        |
| 41.                                                             | 19 marca 1993    | Oberjoch     | BA          | Ellen Breen          | Cathy Fechoz         | Sharon Petzold      |
| 42.                                                             | 19 marca 1993    | Oberjoch     | BA          | Ellen Breen          | Annika Johansson     | Sharon Petzold      |
| 43.                                                             | 20 marca 1993    | Oberjoch     | MO          | Silvia Marciandi     | Candice Gilg         | Petra Moroder       |
| 44.                                                             | 26 marca 1993    | Lillehammer  | BA          | Sharon Petzold       | Ellen Breen          | Annika Johansson    |
| 45.                                                             | 26 marca 1993    | Lillehammer  | BA          | Ellen Breen          | Annika Johansson     | Sharon Petzold      |
| 46.                                                             | 27 marca 1993    | Lillehammer  | MO          | Silvia Marciandi     | Stine Lise Hattestad | Candice Gilg        |
| 47.                                                             | 27 marca 1993    | Lillehammer  | MO          | Stine Lise Hattestad | Tatjana Mittermayer  | Candice Gilg        |
| 48.                                                             | 28 marca 1993    | Lillehammer  | AE          | Lina Cheryazova      | Kennedy Ryan         | Colette Brand       |
| 49.                                                             | 28 marca 1993    | Lillehammer  | KB          | Katherina Kubenk     | Maja Schmid          | Natalja Oriechowa   |

### Klasyfikacje
| Lp. | Zawodniczka          | Punkty |
| --- | -------------------- | ------ |
| 1.  | Katherina Kubenk     | 174    |
| 2.  | Maja Schmid          | 153    |
| 3.  | Jilly Curry          | 132    |
| 4.  | Kristean Porter      | 128    |
| 5.  | Natalja Oriechowa    | 104    |
| 6.  | Lina Cheryazova      | 100    |
| 6.  | Ellen Breen          | 100    |
| 8.  | Stine Lise Hattestad | 97     |
| 9.  | Sharon Petzold       | 94     |
| 10. | Colette Brand        | 93     |

| Lp. | Zawodniczka       | Punkty |
| --- | ----------------- | ------ |
| 1.  | Lina Cheryazova   | 600    |
| 2.  | Colette Brand     | 560    |
| 3.  | Nikki Stone       | 516    |
| 4.  | Annika Johansson  | 504    |
| 5.  | Hilde Synnøve Lid | 496    |
| 6.  | Caroline Olivier  | 480    |
| 7.  | Jacqui Cooper     | 452    |
| 8.  | Karin Kuster      | 444    |
| 8.  | Natalja Oriechowa | 444    |
| 10. | Marie Lindgren    | 440    |

| Lp. | Zawodniczka          | Punkty |
| --- | -------------------- | ------ |
| 1.  | Stine Lise Hattestad | 876    |
| 2.  | Silvia Marciandi     | 824    |
| 3.  | Candice Gilg         | 812    |
| 4.  | Tatjana Mittermayer  | 804    |
| 5.  | Liz McIntyre         | 796    |
| 6.  | Bronwen Thomas       | 668    |
| 7.  | Raphaëlle Monod      | 664    |
| 8.  | Sandrine Vaucher     | 640    |
| 9.  | Petra Moroder        | 600    |
| 10. | Rachel Savitt        | 592    |

| Lp. | Zawodniczka      | Punkty |
| --- | ---------------- | ------ |
| 1.  | Ellen Breen      | 800    |
| 2.  | Sharon Petzold   | 756    |
| 3.  | Annika Johansson | 740    |
| 4.  | Julia Snell      | 708    |
| 5.  | Karen Hunter     | 616    |
| 6.  | Jeannette Witte  | 612    |
| 7.  | Cathy Fechoz     | 608    |
| 8.  | Maja Schmid      | 528    |
| 9.  | Katherina Kubenk | 516    |
| 10. | Gabi Schmid      | 500    |

| Lp. | Zawodniczka       | Punkty |
| --- | ----------------- | ------ |
| 1.  | Katherina Kubenk  | 592    |
| 2.  | Maja Schmid       | 584    |
| 3.  | Kristean Porter   | 552    |
| 4.  | Jilly Curry       | 536    |
| 5.  | Natalja Oriechowa | 472    |
| 6.  | Kylie Gill        | 172    |